# Mirabel-et-Blacons
Mirabel-et-Blacons è un comune francese di 941 abitanti situato nel dipartimento della Drôme della regione dell'Alvernia-Rodano-Alpi.

## Società

### Evoluzione demografica
Abitanti censiti